# Fayetteville Patriots 2004-2005
La stagione 2004-05 dei Fayetteville Patriots fu la 4ª nella NBA D-League per la franchigia.
I Fayetteville Patriots arrivarono quinti nella NBA D-League con un record di 17-31, non qualificandosi per i play-off.

## Roster
| N° | Naz.                   | Ruolo | Sportivo              | Anno | Alt. | Peso |
| -- | ---------------------- | ----- | --------------------- | ---- | ---- | ---- |
|    | Stati Uniti (bandiera) | C     | Ernest Brown          | 1979 | 213  | 111  |
|    | Stati Uniti (bandiera) | GA    | Chris Brooks          | 1981 | 193  | 91   |
|    | Stati Uniti (bandiera) | C     | Sean Finn             | 1982 | 213  | 109  |
|    | Canada (bandiera)      | A     | Steve Ross            | 1980 | 201  | 100  |
|    | Stati Uniti (bandiera) | GA    | Antwan Jones          | 1979 | 203  | 98   |
|    | Stati Uniti (bandiera) | P     | Brian Brown           | 1979 | 192  | 90   |
|    | Stati Uniti (bandiera) | C     | Justin Rowe           | 1979 | 213  | 107  |
|    | Stati Uniti (bandiera) | C     | Curtis Millage        | 1980 | 218  | 132  |
| 5  | Stati Uniti (bandiera) | G     | Mike King             | 1978 | 193  | 82   |
| 6  | Stati Uniti (bandiera) | A     | George Williams       | 1981 | 203  | 100  |
| 8  | Stati Uniti (bandiera) | A     | Tang Hamilton         | 1978 | 203  | 100  |
| 10 | Stati Uniti (bandiera) | G     | Omar Cook             | 1982 | 185  | 86   |
| 21 | Stati Uniti (bandiera) | A     | Jon Smith             | 1982 | 203  | 100  |
| 42 | Mali (bandiera)        | A     | Ousmane Cissé         | 1982 | 206  | 107  |
| 44 | Camerun (bandiera)     | C     | Ruben Boumtje-Boumtje | 1978 | 213  | 117  |
| 55 | Stati Uniti (bandiera) | P     | Greg Davis            | 1982 | 185  | 75   |
| 91 | Stati Uniti (bandiera) | AP    | David Young           | 1981 | 196  | 93   |

## Staff tecnico
- Allenatore: Mike Brown
- Vice-allenatore: Jerry DeGregorio
- Preparatore atletico: Mike Smith